# Aidia lancifolia
Aidia lancifolia är en måreväxtart som beskrevs av Khoon Meng Wong. Aidia lancifolia ingår i släktet Aidia och familjen måreväxter. Inga underarter finns listade i Catalogue of Life.